# تاكيشي كايكو
تاكيشي كايكو (30 ديسمبر 1930 - 9 ديسمبر 1989) روائي ياباني كان بارزا في مرحلة ما بعد الحرب العالمية الثانية، كاتب قصة قصيرة، وكاتب وناقد أدبي، وكاتب في التلفزيون الوثائقي. تميزت بعلمه، الفكر، وروح الدعابة والتخاطب والمهارات، وعلى الرغم من أسلوبه قد تعرض لانتقادات ككثير الكلام وبليد، كان واحدا من الكتاب الأكثر شعبية في اليابان في أواخر فترة شوا.

## روابط خارجية
- تاكيشي كايكو على موقع IMDb (الإنجليزية)
- تاكيشي كايكو على موقع قاعدة بيانات الفيلم (الإنجليزية)